# Siervas de Nuestra Señora de la Anunciación
La Congregación de las Hermanas Siervas de Nuestra Señora de la Anunciación (oficialmente en latín: Congregatio Ancillarum Beatas Mariae Virginis ab Annunciata; cooficialmente en húngaro: Gyümölcsoltó Boldogasszony Szolgálóleányainak Kongregációja y portugués: Congregação das Irmãs Servas Nossa Senhora da Anunciação) es una congregación religiosa católica femenina de derecho pontificio fundada por el religioso capuchino húngaro Joannes Stanislai Boda en Szombathely, el 8 de septiembre de 1824, para la atención de los enfermos y para el servicio doméstico. A las religiosas de este instituto se les conoce como Siervas de Nuestra Señora de la Anunciación y posponen a sus nombres las siglas S.N.S.A.

## Historia

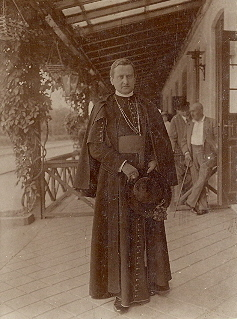
Mikes János, quien fuera obispo de Szombathely, aprobó a las siervas de la Anunciación en 1924.

El religioso capuchino Joannes Stanislai Boda fundó en la ciudad Szombathely (Hungría), una congregación religiosa femenina intitulada a la Anunciación, con el fin de atender a los enfermos y para prestar servicio doméstico en los institutos religiosos. Con la aprobación del obispo de Szombathely, Mikes János, el 8 de septiembre de 1824 dio inicio formalmente el instituto. El 10 de julio de 1934 recibió la aprobación pontificia con el nombre de Congregación de las Hermanas Siervas de Nuestra Señora de la Anunciación.
Las primeras religiosas del instituto procedían de la Hijas de la Misericordia de San Vicente de Paúl que habían llegado a la diócesis para el cuidado de los heridos en guerra, pero por causa de la ola comunista en el país, las monjas fueron obligadas a secularizarse. Ellas se unieron al proyecto de Boda, formando una nueva congregación. El obispo Jáno les dio las constituciones de las Hermanas de la Santa Cruz y las hizo afiliar a la Orden de los Hermanos Menores Capuchinos en 1924.
La primera casa fuera de Hungría se fundó en Brasil, en 1937. La situación del país de origen, a causa de los conflictos políticos causó el cierre de los conventos y la dispersión de las religiosas. A causa de ello, las únicas casas existentes de la congregación fueron las de Brasil. Hasta su regreso a Hungría en 1988.

## Organización
La Congregación de las Hermanas Siervas de Nuestra Señora de la Anunciación es un instituto religioso centralizado, cuyo gobierno lo ejerce la superiora general. La sede central se encuentra en Ponta Grossa (Brasil). Las religiosas se dedican a la atención de los enfermos y a al servicio doméstico en los institutos religiosos.
En 2015, la congregación contaba con unas 56 religiosas y 9 casas, presentes en Brasil y Hungría.